# Pekač
Pekač (tepsija, protvan, lim, pleh, kostrola, padela, škrovada, mjedenica, limenica, roštjera, rostijera, pekva) plitka je kuhinjska posuda za pečenje hrane, najčešće od metala, malo povišenog ruba. Pravokutnog je ili okruglog oblika, kada najčešće u promjeru ima oko 40 cm. Zdjelasta je oblika za pripremu nabujka (kuglofa). Visine je obično oko 5 cm.
Pekač se najčešće koristi za pečenje slanih i slatkih jela u pećnici štednjaka.